# Фредерик Едуин Чърч
Фредерик Едуин Чърч (на английски: Frederic Edwin Church) (4 май 1826 – 7 април 1900) е американски пейзажист, роден в Хартфорд (Кънектикът). Той е централна фигура в движението „Хъдсън ривър“. Посветен на природни сцени, той „винаги включва духовно измерение в творбите си“.

## Биография

### Първи години
Чърч се ражда в сравнително заможно семейство, чието състояние идва от бащата на Чърч, Джоузеф Чърч, който е майстор на сребърни изделия и часовникар в Хартфорд (впоследствие става председател на застрахователна компания).
Джоузеф от своя страна е син на Самюъл Чърч, който създава първата фабрика за хартия в Лий, Масачузетс, което позволява на Фредерик от ранна възраст да преследва интересите си. На 18-годишна възраст Едуин Чърч става ученик на Томас Коул в Кетскил, Ню Йорк. През май 1848 г., Чърч става най-младия член на Националната академия за дизайн и през следващата година става академик. Скоро след това той продава първата си голяма творба на галерията „Уадсуорт“.

### Кариера
Чърч се премества в Ню Йорк, където започва да обучава първия си ученик, Уилям Джеймс Стилман. От пролетта до есента всяка година Чърч пътува, често пеша и скицира, а всяка зима се завръща, рисува и продава картините си.
През 1853 и 1857 Чърч пътува из Южна Америка. Едното пътуване е финансирано от Сайръс Фийлд, който иска да използва картините на Чърч, за да привлече инвеститори за южноамериканските си начинания. Чърч е изключително впечатлен от труда „Космос“ на пруския изследовател Александър фон Хумболт и неговите изследвания на континента. Хумболт предизвиква художниците да изобразят „физиономията“ на Андите.
Две години след завръщането си в САЩ Чърч рисува „Сърцето на Андите“ (1859), която е в музея „Метрополитън“. Картината е с размери 167,9 на 302,9 cm и предизвиква голямо вълнение още с представянето си същата година. Към рамката на картината са прикрепени завеси, създаващи у наблюдателите усещането, че гледат през прозорец. Зрителите сядат на пейки и наблюдават картината в помещение със слаба светлина и прожектори, насочени към пейзажа. От второто си пътуване Чърч донася растения, които разполага около картината, за да подсили изживяването. Чърч продава картината за 10 000 долара, което е най-високата цена, плащана за картина на жив американски художник по това време.
Чърч излага произведенията си заедно с художници като Томас Коул, Ашър Браун Дюранд, Джон Фредерик Кенсет и Джаспър Франсис Кропси. Критици и колекционери оценяват новото течение в пейзажното изкуство и го наричат „Хъдсън ривър“.

### Семейство
През 1860 г. Чърч купува ферма в Хъдсън, Ню Йорк, и се жени за Изабел Карнс. Синът и дъщерята на Чърч умират през март 1865 от дифтерия, но двамата с Изабел създават ново семейство с раждането на сина им Фредерик Джоузеф през 1866 г. Двамата имат общо четири деца и пътуват заедно. През 1967 г. посещават Европа и Близкия изток, което позволява на Чърч да се върне към по-мащабните картини.
Преди да се отправи на това пътешествие, Чърч купува 18 акра (73 000 m²) на хълм над фермата му в Хъдсън. Той желае тази земя от много време заради прекрасния изглед към река Хъдсън и Кетскилс. През 1870 г. започва да изгражда имение в персийски стил на хълма, в което семейството се мести през 1872 г. Проектът е започнат от Ричард Морис Хънт, но след завръщането на Чърч го поема египетският архитект Калверт Во. Самият Чърч участва активно в осъществяването на проекта и дори прави част от скиците. Имението въплъщава много от идеите на дизайна, които той възприема по време на пътуванията си.

### Последни години
През 70-те години на 19 век Чърч е изключително популярен. В този период той развива ревматоиден артрит, който сериозно се отразява върху способността му да рисува. Поради тази причина започва да рисува с лявата си ръка и продължава да създава висококачествени творби, но много по-бавно. През последните 20 години от живота си посвещава голяма част от силите си на къщата си в Олана. Къщата е собственост на щата Ню Йорк и е отворена за посещения. Чърч умира на 7 април 1900 г. Погребан е в гробището Спринг Гроув в Хартфорд, Кънектикът.

## Творби
| Картина | Име                                                                                     | Година        | Техника                                                       | Размери            | Местоположение                                                          |
| ------- | --------------------------------------------------------------------------------------- | ------------- | ------------------------------------------------------------- | ------------------ | ----------------------------------------------------------------------- |
|         | Хукър и приятели по време на пътешествие през пустошта от Плимут до Хартфорд, през 1636 | 1846          | Маслени бои върху канава                                      | 102,24 × 153,35 cm | галерия Уадсуорт, Кънектикът                                            |
|         | Мойсей гледа Обетованата земя                                                           | 1846          | Маслени бои върху дъска                                       | 31.75 × 25.4 cm    | Частна колекция                                                         |
|         | Юлски залез                                                                             | 1847          | Маслени бои върху канава                                      | 29 × 40 ⅜ in.      | Частна колекция                                                         |
|         | Северно езеро                                                                           | 1847          | Маслени бои върху канава                                      | 12 × 19 инча       | Частна колекция                                                         |
|         | Проучване на изглед близо до Стокбридж, Масачузетс                                      | 1847          | Маслени бои върху дъска                                       | 7 ½ × 11 инча.     | Частна колекция                                                         |
|         | Изгрев                                                                                  | ок. 1847      | Маслени бои върху хартия                                      | 8 ½ × 14 ⅜ инча.   | Олана, Ню Йорк                                                          |
|         | Изглед в Питсфорд, Върмонт                                                              | 1848          | Маслени бои върху дъска                                       | 11 × 16 ¼ инча.    | Частна колекция                                                         |
|         | Утро, изглед на изток над долината на Хъдсън от Кетскил                                 | 1848          | Маслени бои върху канава                                      | 60.96 × 45.72 cm   | Институт по история и изкуство в Олбъни, Ню Йорк                        |
|         | Западна скала, Ню Хевън                                                                 | 1849          | Маслени бои върху канава                                      | 27 ⅛ × 40 ⅛ инча.  | Музей на американското изкуство в Нова Британия, Кънектикът             |
|         | Над облаците по изгрев                                                                  | 1849          | Маслени бои върху канава                                      | 69,22 × 102,24 cm  | Обществена колекция                                                     |
|         | Старата лодка (известна и като Изоставеният скиф)                                       | 1850          | Маслени бои върху канава                                      |                    | Тисен-Борнемиса, Мадрид, Испания                                        |
|         | Мъгла, падаща от планинската пустош                                                     | 1850          | Маслени бои върху дъска                                       | 39,37 × 30,48 cm   | Частна колекция                                                         |
|         | Потока на видрите                                                                       | 1850          | Маслени бои върху канава                                      |                    | Музей на изящните изкуства, Бостън, Масачузетс                          |
|         | Фар край пустинен остров                                                                | 1851          | Маслени бои върху канава                                      | 31 × 46 инча.      | Частна колекция                                                         |
|         | Пейзаж от Нова Англия                                                                   | 1851          | Маслени бои върху канава                                      |                    | Музей Джордж Уолтър Винсент Смит, Масачузетс                            |
|         | Лагерен огън в пустошта на Мейн                                                         | 1851 – 59     | Маслени бои върху канава                                      | 69.14 × 43.82 cm   | Частна колекция                                                         |
|         | Руината                                                                                 | 1852          | Маслени бои върху канава                                      | 116,84 × 76,2 cm   | Партенонът, САЩ                                                         |
|         | Остров Гранд Манан в залива Фънди                                                       | 1852          | Маслени бои върху канава                                      | 55,4 × 81,12 cm    | Обществена колекция                                                     |
|         | Дом край езерото                                                                        | 1852          | Маслени бои върху канава                                      | 122,55 × 81,28 cm  | Обществена колекция                                                     |
|         | Крайбрежен пейзаж                                                                       | 1852          | Маслени бои върху канава                                      | 20 × 30 инча.      | Частна колекция                                                         |
|         | Фигури в пейзаж от Нова Англия                                                          | 1852          | Маслени бои върху канава                                      | 66.04 × 45.72 cm   | Частна колекция                                                         |
|         | Природен мост, Вирджиния                                                                | 1852          | Маслени бои върху канава                                      |                    | Вирджински университет, Музей на изкуството                             |
|         | Есен (известна и като Есен по ХъдсънШаблон:R)                                           | 1853          | Маслени бои върху канава                                      | 20 × 30 ½ инча.    | Частна колекция                                                         |
|         | Планината Катадин                                                                       | 1853          | Маслени бои върху канава                                      |                    | Художествена галерия на Йейлския университет, Кънектикът                |
|         | Залез над езеро Кетскил                                                                 | 1854          | Маслени бои върху хартия, прикрепена към канава               | 9.93 × 15 ¾ инча.  | Частна колекция                                                         |
|         | Ла Магдалена или пейзаж от Магдалена                                                    | 1854          | Маслени бои върху канава                                      | 106.68 × 71.12 cm  | Частна колекция                                                         |
|         | Провинциален дом                                                                        | 1854          | Маслени бои върху канава                                      | 161.61 × 115.89 cm | Сиатълски музей на изкуствата, Вашингтон                                |
|         | Залез, пристанище Бар                                                                   | 1854          | Маслени бои върху хартия, прикрепена на канава                | 10 ⅛ × 17 ¼ инча.  | Олана, Ню Йорк                                                          |
|         | Котопакси                                                                               | 1855          | Маслени бои върху канава                                      | 107 × 71.12 cm     | Музей на американското изкуство „Смитсониън“, Вашингтон, окръг Колумбия |
|         | Андите на Еквадор                                                                       | 1855          | Маслени бои върху канава                                      |                    | Музей на изкуството Хонолулу, Хаваи                                     |
|         | Котопакси                                                                               | 1855          | Маслени бои върху канава                                      | 30 × 46.44 in.     | Музей на изящните изкуства, Тексас                                      |
|         | Есен в Северна Америка                                                                  | 1856          | Маслени бои върху дъска                                       | 43.18 × 28.58 cm   | Тисен-Борнемиса, Мадрид, Испания                                        |
|         | Кръст в пустошта                                                                        | 1857          | Маслени бои върху дъска                                       | 61.6 × 41.3 cm     | Тисен-Борнемиса, Мадрид, Испания                                        |
|         | Пейзаж от Котопакси                                                                     | 1857          | Маслени бои върху канава                                      | 62.2 × 92.7 cm     | Чикагски институт по изкуствата, Илиноис                                |
|         | Поглед към река Магдалена                                                               | 1857          | Маслени бои върху канава                                      | 23 ¾ × 36 инча.    | Частна колекция                                                         |
|         | Водопадът подкова, Ниагара                                                              | 1857          | Маслени бои върху хартия, прикрепена на канава                | 11½×35⅝ инча.      | Олана, Ню Йорк                                                          |
|         | Проучване „Под Ниагара“                                                                 | 1858          | Маслени бои върху хартия, прикрепена на канава                | 11 ¾ × 17 ½ инча.  | Олана, Ню Йорк                                                          |
|         | Утро в тропиците                                                                        | ок. 1858      | Олана, Ню Йорк                                                | 21 x 35.5 cm       | Музей „Уолтърс“, Балтимор                                               |
|         | Здрач, планината Катадин                                                                | ок. 1858 – 60 | Маслени бои върху хартия, прикрепена на канава                | 10 ½ × 13 ⅝ инча.  | Колекция на Хенри и Шарън Мартин                                        |
|         | Есенен дъжд                                                                             | 1859          | Маслени бои върху хартия                                      | 29.85 × 16.51 cm   | Частна колекция                                                         |
|         | Сърцето на Андите                                                                       | 1859          | Маслени бои върху канава                                      | 167.9 × 302.9 cm   | Музей Метрополитън, Ню Йорк                                             |
|         | Айсберг и развалина по залез                                                            | 1860          | Маслени бои върху хартия, прикрепена на канава                | 8 ¼ × 12 ¼ инча.   | Частна колекция                                                         |
|         | Метеорът от 1860                                                                        | ок. 1860 – 61 | Маслени бои върху канава                                      | 10 × 17 ½ инча.    | Частна колекция                                                         |
|         | Пустош по здрач                                                                         | 1860          | Маслени бои върху канава                                      | 101.6 × 162.6 cm   | Кливландски музей на изкуствата, Охайо                                  |
|         | Котопакси с маслени бои                                                                 | 1861          | Маслени бои върху канава                                      | 7 ½ × 12 инча.     | Частна колекция                                                         |
|         | Айсбергите                                                                              | 1861          | Маслени бои върху канава                                      | 163.83 × 285.75 cm | Даласки музей на изкуствата, Тексас                                     |
|         | Oosisoak                                                                                | ок. 1861      | Маслени бои върху канава                                      | 23 × 17 инча.      | Частна колекция                                                         |
|         | Скица на Котопакси                                                                      | ок. 1862      | Молив и цинков оксид върху хартия                             | 5 ½ × 9 ¼ инча.    | Колекция на Файе Сарофим                                                |
|         | Котопакси                                                                               | 1862          | Маслени бои върху канава                                      |                    |                                                                         |
|         | Залязващото слънце                                                                      | 1864          | Маслени бои върху канава                                      | 9 ½ × 14 инча.     | Частна колекция                                                         |
|         | Връх Чимборасо                                                                          | 1865          | Маслени бои върху канава                                      | 7 ⅛ × 12 ⅜ in.     | Олана, Ню Йорк                                                          |
|         | Изригване на Котопакси                                                                  | ок. 1865      | Маслени бои върху канава                                      | 9.56 × 17.06 инча. | Колекция на Файе Сарофим                                                |
|         | Aurora Borealis                                                                         | 1865          | Маслени бои върху канава                                      | 142.6 × 212.1 cm   | Музей на американското изкуство „Смитсониън“, Вашингтон, окръг Колумбия |
|         | Пичинча                                                                                 | 1867          | Маслени бои върху канава                                      | 31 × 48.19 инча.   | Филаделфийски музей на изкуствата, Пенсилвания                          |
|         | Изглед на Котопакси                                                                     | 1867          | Маслени бои върху канава                                      |                    | Художествена галерия на Йейлския университет, Кънектикът                |
|         | Ерехтейон                                                                               | ок. 1869 – 70 | Маслени бои върху хартия, прикрепена към канава               | 13 × 12 in.        | Музей на изящните изкуства, Бостън, Масачузетс                          |
|         | Етюд на „Партенона“                                                                     | ок. 1869 – 70 | Маслени бои върху хартия, прикрепена към канава               | 13 × 20 инча.      | Музей на изящните изкуства, Бостън, Масачузетс                          |
|         | Партенона                                                                               | 1871          | Маслени бои върху канава                                      | 44 ½ × 72 ⅝ in.    | Метрополитън, Ню Йорк                                                   |
|         | Тропически пейзаж (южноамерикански пейзаж)                                              | 1873          | Маслени бои върху канава                                      | 97.3 × 152.2 cm    | Бруклински музей, Ню Йорк                                               |
|         | Залез на 26 юли 1870                                                                    | 1870          | Маслени бои върху хартия, прикрепена към статива на художника | 8 ¼ × 13 инча.     | Частна колекция                                                         |
|         | Залез & Кетскил от имението на Чърч                                                     | ок. 1870 – 72 | Маслени бои върху картон                                      | 10 ⅜ × 13 ⅞ in.    | Олана, Ню Йорк                                                          |
|         | Изглед от Олана през зимата                                                             | ок. 1870 – 75 | Маслени бои върху дъска, прикрепена към Масонит               | 13 ¼ × 21 инча.    | Музей на изкуството на колежа Колби, Мейн                               |
|         | Фигури на еквадорски пейзаж                                                             | 1872          | Маслени бои върху канава                                      | 91.44 × 53.34 cm   | Частна колекция                                                         |
|         | Облаци над Олана                                                                        | 1872          | Маслени бои върху хартия                                      | 8 ⅝ × 12 ⅛ in.     | Олана, Ню Йорк                                                          |
|         | Сирия от морето                                                                         | 1873          | Маслени бои върху канава                                      |                    | Детройтски институт за изкуства, Мичиган                                |
|         | Сирийски пейзаж (известна и като Пейзаж в Гърция)                                       | 1873          | Маслени бои върху панел                                       | 15 ½ × 22 ½ инча.  | Частна колекция                                                         |
|         | Есен                                                                                    | 1875          | Маслени бои върху канава                                      | 61 × 39.4 cm       | Тисен-Борнемиса, Мадрид, Испания                                        |
|         | Етюд                                                                                    | 1874          | Маслени бои върху хартия, положена на дъска                   | 8 × 10 in.         | Частна колекция                                                         |
|         | Егейско море                                                                            | ок. 1877      | Маслени бои върху канава                                      | 54 × 63 ¼ инча.    | Метрополитън, Ню Йорк                                                   |
|         | Река от светлина                                                                        | 1877          | Маслени бои върху канава                                      |                    | Национална галерия на изкуствата, Вашингтон, окръг Колумбия             |
|         | Пейзаж в Адирондаките                                                                   | 1878          | Маслени бои върху канава                                      | 8 ½ × 13 инча.     | Частна колекция                                                         |
|         | Пролет в Левант                                                                         | 1879          | Маслени бои върху канава                                      | 31 × 48 инча.      | Частна колекция                                                         |
|         | Морски залез                                                                            | 1881 – 82     | Маслени бои върху канава                                      | 30 ½ × 42 инча.    | Частна колекция                                                         |
|         | Ал Айн (известна и като Изворът)                                                        | 1882          | Маслени бои върху канава                                      |                    | Музей Мийд, Масачизец                                                   |
|         | Вулканът Чимборасо                                                                      | 1884          | Маслени бои върху канава                                      |                    | Художествена галерия на Йейлския университет, Кънектикът                |
|         | Изгрев на Луната                                                                        | 1889          | Маслени бои върху канава                                      |                    | Музей на изкуствата „Санта Барбара“, Калифорния                         |
|         | Айсбергът                                                                               | 1891          | Маслени бои върху канава                                      | 50.8 × 76.2 cm     | Музей на изкуствата „Карнидж“, Пенсилвания                              |
|         | Планината Катадин от Милинкет                                                           | 1895          | Маслени бои върху канава                                      | 26 ½ × 42 ¼ инча.  | Портландски музей на изкуствата, Мейн                                   |